# Messerschmitt Bf 110 Nachtjäger (impiego operativo)

## Battaglie al chiaro di Luna
All'inizio della Seconda guerra mondiale nel settembre 1939, nella Luftwaffe non esisteva ancora una vera e propria specialità della Caccia Notturna o "Nachtjagd". Semplicemente, alcuni Gruppi di Caccia intercettori erano designati a "doppio ruolo": diverse squadriglie di Messerschmitt Bf 109 e Messerschmitt Bf 110 potevano essere chiamate ad intervenire sia di giorno che di notte. Tra questi, vi erano il I e II Gruppen dello ZG1 , dotati di normali Bf 110 C. Questi caccia intercettori erano comandati, sia di giorno che di notte, sempre dallo stesso Centro di Controllo Caccia o "Fluko", che tra l'altro non disponeva ancora di una rete affidabile di stazioni radar terrestri per individuare anticipatamente i bombardieri nemici. Pertanto, dal settembre 1939 e per alcuni mesi, l'attività notturna fu quasi nulla. I caccia tedeschi, semplicemente, non disponevano dell'equipaggiamento di bordo idoneo a effettuare la caccia notturna; ne il "Fluko" era sufficientemente organizzato per rilevare, ne tantomeno monitorare, l'eventuale presenza di bombardieri nemici nello spazio aereo del Reich.
Soltanto nel dicembre 1939 entrò in funzione, nelle vicinanze di Wilhelmshaven la prima (sperimentale) stazione radar "Freya", che fu impiegata con successo nella Battaglia della Baia di Jade; la quale però fu una battaglia aerea diurna. Le missioni di pattugliamento notturno rimanevano ancora un problema. Pertanto, prima della fondazione ufficiale della "Nachtjagd", con una propria organizzazione specifica quale sarebbe stata la Linea Kammhuber, i Bf 110 notturni ebbero scarsissimo successo. I primi pattugliamenti notturni regolari di Bf 110 C furono effettuati in Norvegia nell'aprile 1940, dal I/ZG1 di base ad Aalborg, per sorvegliare gli aeroporti norvegesi catturati dai tedeschi durante la Campagna di Norvegia; spesso presi di mira dai bombardieri notturni della Royal Air Force. Ma le scarse condizioni di visibilità spesso frustravano le possibilità di intercettazione.
Dalla tarda primavera 1940, i bombardieri della Royal Air Force iniziarono ad effettuare missioni di bombardamento notturne contro la Germania, principalmente nella zona della Ruhr; pertanto la Luftwaffe decise di iniziare a costituire reparti specifici per la difesa aerea notturna, alla cui supervisione ed organizzazione fu demandato il colonnello (poi generale) Josef Kammhuber. Nel maggio 1940 iniziarono gli addestramenti ufficiali degli equipaggi dei Bf 110 C dello I/ZG1 al volo notturno; assieme ai nuovi equipaggi del IV/JG2, che avevano ricevuto da poco i Bf 110 C al posto degli originari Bf 109 D. Il primo successo operativo notturno avvenne la notte del 19 luglio 1940, quando il Bf 110 C del Capitano Werner Streib, seguendo i raggi di luce delle lampade fotoelettriche nel cielo sopra la Ruhr, alle 02:15 riuscì ad intercettare ed abbattere un bombardiere britannico Whitley.
Il 20 luglio 1940, il primo Nachtjagdgeschwader denominato I/NJG1 (ovvero, "Primo Gruppo del Primo Stormo da Caccia Notturna") entrò ufficialmente in servizio; e nel settembre 1940 arrivò anche il secondo Gruppo II/NJG1. Questi primi due Gruppi non erano altro che la definitiva conversione in unità notturne delle unità Bf 110 precedentemente impiegate in "doppio ruolo". La prima modifica ai Bf 110 fu essenzialmente estetica: tutti i caccia notturni ricevettero la nuova livrea "grigio-nera", con le "Croci di Ferro" (tipico simbolo nazionale sugli aerei tedeschi) scurite per diminuirne la visibilità. Questa livrea era stata studiata per una migliore "mimetizzazione" dei caccia nell'oscurità, attenuando gli eventuali riflessi del chiaro di Luna. Il neonato NJG1, posto sotto il comando del giovane colonnello Wolfgang Falck, disponeva ancora dei normali Bf 110 C, semplicemente riverniciati in mimetica notturna; nonché dei nuovissimi Bf 110 D-1/U1, attrezzati con sensori all'infrarosso "Spanner Anlage"; che tentavano di rilevare il calore emesso dai motori dei bombardieri nemici.
Il "battesimo del fuoco" della NJG1 avvenne il 23 luglio 1940, quando nell'oscurità notturna del cielo olandese i Bf 110 di base a Glize-Rijen abbatterono due bombardieri britannici Vickers Wellington.

## La Linea Kammhuber
Nonostante la realizzazione di una rete di stazioni radar denominata Sistema "Himmelbett", ideata dal generale Josef Kammhuber, nell'estate 1940 ancora nessun caccia notturno tedesco era dotato di radar di bordo; pertanto i Bf 110 notturni continuavano ad affidarsi solo alle informazioni ricevute via radio dal Centro di Controllo Caccia o "Fluko"; ed alla illuminazione offerta dalle batterie terrestri di lampade fotoelettriche, che tentavano di indirizzare i loro raggi di luce sui bombardieri nemici. Come conseguenza, i risultati delle missioni notturne continuavano ad essere molto aleatori.
Entro il giugno 1941 Il NJG1 raggiunse la consistenza di cinque Gruppen, quattro dei quali dotati di Bf 110; che dall'estate furono anche della versione E-1/U1, affiancati pochi mesi dopo dagli F-4 entro la fine del 1941. Gli F-4 furono i primi Bf 110 notturni dotati di gondola ventrale per cannoni aggiuntivi MK 108 da 30 mm, per controbattere la nuova minaccia dei bombardieri quadrimotori pesanti Short Stirling ed Handley Page Halifax, interamente metallici e particolarmente robusti, contro i quali le armi sul muso dei classici Bf 110 risultavano relativamente insufficienti.
Nella primavera 1942 i gruppi da caccia notturna ricevettero alcuni Bf 110 E-7/U1 sperimentali, prototipi di successivi F-4a di serie, che per la prima volta montavano un radar di bordo FuG 202 Lichtenstein BC. All'inizio, gli equipaggi dei Bf 110 erano piuttosto scettici sull'utilità del radar di bordo, anche a causa di alcuni difetti iniziali dell'apparecchiatura; ma poi dovettero ricredersi. Risolti i problemi iniziali, il radar di bordo si dimostrò capace di rilevare la presenza di aerei nemici sino a 3,5 km di distanza; il che costituiva un enorme vantaggio rispetto alla semplice caccia notturna "a vista", che si era effettuata sino a quel momento.

## Da Colonia ad Amburgo
Dall'estate 1942, entrarono in servizio i Bf 110F-4a prodotti in serie con il primo radar di bordo FuG202 Lichtenstein BC, oltre ai sensori all'infrarosso "Spanner Anlage"; il che aumentò enormemente le possibilità, per i piloti tedeschi, di individuare ed abbattere i bombardieri notturni nemici. Ne conseguì un notevole e costante aumento di vittorie aeree notturne per la Luftwaffe; a mano a mano che gli equipaggi di Bf 110 diventavano sempre più esperti nella caccia notturna con strumenti elettronici, nonché a mano a mano che comparivano nuove versioni migliorate del Bf 110, sia come armamenti che come elettronica di bordo.
Tuttavia, i crescenti successi tattici dei Bf 110 notturni iniziarono ad essere vanificati dai fallimenti strategici della difesa aerea notturna tedesca. I britannici si erano resi conto che la Linea Kammhuber, essendo organizzata in settori difesi da singoli caccia notturni, poteva essere sfondata da un unico flusso di bombardieri diretti contro un singolo bersaglio. Il Comando Bombardieri della Royal Air Force aveva dato una drammatica dimostrazione della debolezza della Linea Kammhuber già la notte del 30/31 maggio 1942, effettuando una massiccia incursione di 1046 bombardieri notturni sulla città germanica di Colonia, provocando pesantissimi danni.
Della forza britannica di 1046 bombardieri, tra i quali anche i moderni Avro 683 Lancaster, la caccia notturna tedesca riuscì ad abbatterne 41 (il 3,8%); con la maggior parte degli abbattimenti accreditati ai piloti di Bf 110. I tedeschi, comunque, inizialmente non avevano idea di come fronteggiare questa nuova forma di minaccia notturna. Ma il raid su Colonia fu solo una singola dimostrazione di forza da parte dei britannici, che per il resto dell'anno 1942 non organizzarono altri raid del genere; il che concesse un po' di tempo alla Nachtjagd per escogitare nuove soluzioni strategiche per la difesa notturna.
Le operazioni notturne continuavano. I reparti di Bf 110, che nel frattempo stavano iniziando a ricevere anche la versione 'G', sin dalla metà del 1942, risultarono impegnati in combattimento notturno almeno una volta alla settimana. Sino alla primavera 1943, la Nachtjagd sembrava aver ripreso il controllo della situazione, e stava ideando nuove tattiche di impiego dei caccia notturni, quali la "Wilde Sau" e la "Zähme Sau". Ma poi, il Comando Bombardieri della Royal Air Force ideò un sistema per mettere temporaneamente fuori uso i radar tedeschi: questo consisteva nel diffondere in aria tonnellate di sottili striscioline di alluminio, dette "Window", che provocavano sugli schermi radar un autentico "effetto nebbia". Usando la tattica delle "Window" , la notte del 24 luglio 1943 una forza di 746 bombardieri britannici attaccò la città germanica di Amburgo, provocando enormi danni. La caccia notturna tedesca, privata della funzionalità del radar, riuscì ad abbattere solo sei bombardieri (altri sei furono abbattuti dalla contraerea).

## Il forzato impiego diurno
Nel frattempo, nell'agosto 1942 la Ottava USAAF arrivò in Gran Bretagna, con i suoi bombardieri quadrimotori B-17 Flying Fortress, per iniziare ad effettuare missioni diurne di Bombardamento strategico contro gli impianti industriali in Germania e nei territori occupati dal Terzo Reich, per distruggere la produzione bellica tedesca. La difesa diurna della Luftwaffe fu messa in difficoltà dai nuovi nemici, anche perché le versioni di Bf 110 Zerstörer diurni erano quasi tutte impegnate nel Mediterraneo e nel Fronte Orientale. Poiché la Nachtjagd era al momento l'unica forza attrezzata con almeno 300 caccia pesanti, già schierati a difesa del Reich e sufficientemente armati per distruggere i bombardieri pesanti USAAF, la difesa diurna della Luftwaffe fu temporaneamente costretta a chiedere aiuto alla Nachtjagd ; in attesa di riavere indietro i Bf 110 Zerstörer dagli altri Fronti o quantomeno di riceverne di nuova produzione.
Iniziato come "temporaneo", il ruolo di "supplenza" della Nachtjagd alla difesa diurna della Luftwaffe, in realtà, si trascinò per ben oltre un anno. L'impiego dei Bf 110 notturni contro la USAAF offrì risultati controversi. I piloti della caccia notturna non erano abituati alle dinamiche e alle tattiche dei combattimenti diurni; specie quelli più giovani che avevano iniziato la loro carriera di guerra direttamente come piloti da caccia notturni. Ad esempio, il 4 febbraio 1943, otto Bf 110 del IV/NJG4 attaccarono una formazione di B-17 Flying Fortress, riuscendo ad abbattere tre dei bombardieri, ma risultarono a loro volta tutti danneggiati dal fuoco difensivo nemico. In generale, l'impiego dei Bf 110 notturni in operazioni diurne si dimostrò uno spreco di buoni piloti da caccia notturna, nonché di buone apparecchiature tecnologiche, a causa delle perdite in combattimento. I Bf 110 notturni che partecipavano agli scontri diurni, non di rado, ricevevano danni alle apparecchiature elettroniche; e conseguentemente non potevano più essere impiegati per operazioni notturne, sino alla avvenuta riparazione dei danni. Inoltre, i Bf 110 notturni, pur dotati di gondole ventrali con cannoni MK 108 da 30 mm, non potevano ricoprire effettivamente il ruolo di "PulkZerstörer" (ovvero "Distruttori di Formazioni"), in quanto non erano attrezzati con Werfergranate 21 ne con cannoni da 37 mm.
Solo nella primavera 1944, la Luftwaffe rinunciò definitivamente ad impiegare i caccia notturni nelle intercettazioni diurne, poiché le perdite contro i caccia di scorta americani P-38J, P-47 e P-51 stavano diventando del tutto inaccettabili: in alcuni casi, raggiunsero l'ordine del 90% degli aerei inviati contro i bombardieri strategici USAAF. La Luftwaffe stava rischiando seriamente di far annientare diversi Gruppen della Nachtjagd, proprio mentre il Comando Bombardieri della Royal Air Force stava intensificando le offensive notturne; pertanto sollevò i NJG dall'impiego diurno.

## Estate 1943 - maggio 1945
A seguito del disastro di Amburgo, la Nachtjagd effettuò una drastica revisione dell'organizzazione difensiva, dai Comandi al Controllo Caccia; e le varianti di Bf 110G si moltiplicarono enormemente, nel tentativo di rendere il caccia sempre più modernamente aggiornato per la "guerra elettronica" contro il Comando Bombardieri della Royal Air Force.